# На изток от рая (филм)
„На изток от рая“ (на английски: East of Eden) е американски игрален филм - драма, излязъл по екраните през 1955 година, режисиран от Елия Казан с участието на Джеймс Дийн, Джули Харис, Реймън Маси в главните роли. Сценарият е написан от Пол Осбърн по романа на Джон Стайнбек.

## Сюжет
Кал се опитва да си намери място в живота и да спечели любовта на благочестивия си баща Адам, който е по-загрижен за съдбата на по-големия си син Арън. Сюжетът е модерна версия на библейската историята за Каин и Авел.

## В ролите
| Актьор         | Роля         |
| -------------- | ------------ |
| Джеймс Дийн    | Кал Траск    |
| Джули Харис    | Абра         |
| Реймън Маси    | Адам Траск   |
| Ричард Давалос | Арън Траск   |
| Джо Ван Флийт  | Кейт         |
| Бърл Айвс      | Шериф Сам    |
| Албърт Декер   | Уил Хамилтън |